# Dayot Upamecano
Dayotchanculle Oswald Upamecano (sinh ngày 27 tháng 10 năm 1998) là một cầu thủ bóng đá chuyên nghiệp người Pháp hiện đang thi đấu ở vị trí trung vệ cho câu lạc bộ Bundesliga Bayern Munich và đội tuyển bóng đá quốc gia Pháp.

## Thống kê sự nghiệp

### Câu lạc bộ
Tính đến ngày 12 tháng 11 năm 2022
| Club              | Season       | League                | League | League | National Cup | National Cup | Europe | Europe | Other | Other | Total | Total |
| Club              | Season       | Division              | Apps   | Goals  | Apps         | Goals        | Apps   | Goals  | Apps  | Goals | Apps  | Goals |
| ----------------- | ------------ | --------------------- | ------ | ------ | ------------ | ------------ | ------ | ------ | ----- | ----- | ----- | ----- |
| Liefering         | 2015–16      | Austrian First League | 16     | 0      | —            | —            | —      | —      | —     | —     | 16    | 0     |
| Red Bull Salzburg | 2015–16      | Austrian Bundesliga   | 2      | 0      | 0            | 0            | 0      | 0      | —     | —     | 2     | 0     |
| Red Bull Salzburg | 2016–17      | Austrian Bundesliga   | 15     | 0      | 1            | 0            | 5      | 0      | —     | —     | 21    | 0     |
| Red Bull Salzburg | Total        | Total                 | 17     | 0      | 1            | 0            | 5      | 0      | —     | —     | 23    | 0     |
| RB Leipzig        | 2016–17      | Bundesliga            | 12     | 0      | 0            | 0            | —      | —      | —     | —     | 12    | 0     |
| RB Leipzig        | 2017–18      | Bundesliga            | 28     | 3      | 2            | 0            | 11     | 0      | —     | —     | 41    | 3     |
| RB Leipzig        | 2018–19      | Bundesliga            | 15     | 0      | 3            | 0            | 4      | 0      | —     | —     | 22    | 0     |
| RB Leipzig        | 2019–20      | Bundesliga            | 28     | 0      | 2            | 0            | 8      | 0      | —     | —     | 38    | 0     |
| RB Leipzig        | 2020–21      | Bundesliga            | 29     | 1      | 5            | 0            | 7      | 0      | —     | —     | 41    | 1     |
| RB Leipzig        | Total        | Total                 | 112    | 4      | 12           | 0            | 30     | 0      | —     | —     | 154   | 4     |
| Bayern Munich     | 2021–22      | Bundesliga            | 28     | 1      | 1            | 0            | 8      | 0      | 1     | 0     | 38    | 1     |
| Bayern Munich     | 2022–23      | Bundesliga            | 15     | 0      | 1            | 0            | 6      | 0      | 1     | 0     | 23    | 0     |
| Bayern Munich     | Total        | Total                 | 43     | 1      | 2            | 0            | 14     | 0      | 2     | 0     | 61    | 1     |
| Career total      | Career total | Career total          | 190    | 5      | 15           | 0            | 49     | 0      | 2     | 0     | 255   | 5     |

1. ↑  One appearance in UEFA Champions League, four appearances in UEFA Europa League
2. ↑  Five appearances in UEFA Champions League, six appearances in UEFA Europa League
3. ↑  Appearances in UEFA Europa League
4. 1 2 3 4  Appearances in UEFA Champions League
5. 1 2  Appearance in DFL-Supercup

### Quốc tế
Tính đến ngày 26 tháng 3 năm 2024
| Đội tuyển quốc gia | Năm       | Trận | Bàn |
| ------------------ | --------- | ---- | --- |
| Pháp               | 2020      | 3    | 1   |
| Pháp               | 2021      | 3    | 0   |
| Pháp               | 2022      | 6    | 0   |
| Pháp               | 2023      | 5    | 1   |
| Pháp               | 2024      | 1    | 0   |
| Tổng cộng          | Tổng cộng | 18   | 2   |

Tính đến ngày 8 tháng 9 năm 2020.
Bàn thắng và kết quả của Pháp được để trước.
| # | Ngày                | Địa điểm                           | Số trận | Đối thủ | Bàn thắng | Kết quả | Giải đấu                    |
| - | ------------------- | ---------------------------------- | ------- | ------- | --------- | ------- | --------------------------- |
| 1 | 8 tháng 9 năm 2020  | Stade de France, Saint-Denis, Pháp | 2       | Croatia | 3–2       | 4–2     | UEFA Nations League 2020–21 |
| 2 | 24 tháng 3 năm 2023 | Stade de France, Saint-Denis, Pháp | 13      | Hà Lan  | 2–0       | 4–0     | Vòng loại UEFA Euro 2024    |

## Danh hiệu

### Câu lạc bộ
Bayern Munich
- Bundesliga: 2021–22, 2022–23, 2024–25
- Franz Beckenbauer Supercup: 2021, 2022, 2025

### Quốc tế
France U17
- UEFA European Under-17 Championship: 2015

France
- UEFA Nations League: 2020–21
- FIFA World Cup á quân: 2022